# ケヴィン・ヘイズ
ケヴィン・ヘイズ (Kevin Hays、1968年5月1日 - )は、ジャズ・ピアニスト。コネチカット グリニッジに育ち、ケヴィン・ヘイズ・トリオ、ビル・スチュワート・トリオのメンバーとして知られる。
たくさんの一流のジャズ・アーティストとのレコーディングに参加しており、また、多くのリーダー・アルバムを発表している。そのうちの3枚は ブルーノート・レコードからのものである。ソニー・ロリンズ、ベニー・ゴルソン、ロン・カーター、パット・メセニー、ジョー・ヘンダーソン、ロイ・ヘインズ、ジョン・スコフィールド、ドナルド・ハリソン、クリス・ポッター、アル・フォスター、バスター・ウィリアムス、アート・ファーマーらと共演している。

## 略歴
彼は8歳からピアノを習い始め、15歳までプロとして演奏し、いつしかバリトン・サックス奏者のニック・ブリグノラ と共に演奏するようになっていた。マンハッタン音楽学校にて一年学び、その技術を完全なものとした後、ザ・ハーパー・ブラザーズ、ベニー・ゴルソン、ジョー・ヘンダーソン、エディ・ゴメスらを含む様々なバンドと共に アメリカ、日本、ヨーロッパを旅しながら演奏活動を行った。
1994年 ブルーノートと契約して、3枚のレコーディング作品をリリースし、高い評価を得ている。彼のアルバム『7th Sense』 (1994年) は『ニューヨーク・タイムズ』にて賞賛され、『ミュージシャン・マガジン (Musician Magazine)』にて「トップ40 ジャズ・リリーズ・オブ・ザ・イヤー (Top 40 Jazz Releases of the Year)」として認められている。また、ロン・カーター 、ジャック・ディジョネットと共演したアルバム『Andalucia』(1997年) は、『DownBeat Magazine』誌にて四ッ星を獲得している。 
1995年、ソニー・ロリンズはケヴィン・ヘイズを彼のグループに誘い、1年半後、ギタリストのジョン・スコフィールド はヘイズを「静か (Quiet)」で有名な彼のバンドのツアーに加えた。
ケヴィン・ヘイズはソロ・コンサート、また、若き有名な海外のジャズ奏者、シーマス・ブレイク (テナー･サックス)、ラリー・グレナディア (コントラバス)、ビル・スチュワート (ドラム)をメンバーとする「サンチャ・カルテット (Sangha Quartet)」のメンバーとして、世界中で演奏活動を続けており、このカルテットにて録音したアルバム『Fear Of Roaming』では5曲の作曲と1曲の編曲を手がけている。
彼自身のトリオであるケヴィン・ヘイズ・トリオでは、永遠のベース・プレイヤー、ダグ・ウェイスとドラムのビル・スチュワートを迎えて、そのレコーディングでは彼の生まれながらの才能であるアレンジとハイレベルなピアノ技術の両方を披露している。

## ディスコグラフィ

### リーダー・アルバム
- 『エル・マタドール』 - El Matador (1990年)
- 『スウィートイヤー』 - SweetEar (1991年) ※クインテット
- 『アグリー・ビューティ』 - Ugly Beauty (1991年) ※トリオ
- 『クロスロード』 - Crossroad (1992年) ※クインテット
- 7th Sense (1994年) ※クインテット
- Go Round (1995年) ※セクステット
- Andalucia (1996年) ※トリオ
- What Survives (2001年) ※トリオ
- Fear of Roaming (2003年) ※サンチャ・カルテット名義
- Open Range (2004年) ※ソロ・ピアノ
- One Little Song (2004年) ※デュオ
- 『フォー・ヘヴンズ・セイク』 - For Heaven's Sake (2005年) ※トリオ
- The Dreamer (2006年)
- You've Got a Friend (2007年) ※トリオ
- 『ライブ・アット・スモールズ』 - Live at Smalls (2008年) ※トリオ
- Dawning (2009年) ※Saffron名義
- Variations (2010年) ※ソロ・ピアノ
- Modern Music (2010年) ※デュオ
- New Day (2015年)
- 『ノース』 - North (2016年) ※ケヴィン・ヘイズ・ニュー・デイ・トリオ名義
- Hope (2017年) ※デュオ with Lionel Loueke
- Across The Sea (2019年) ※デュオ with Chiara Izzi